# Большая Медведица
Больша́я Медве́дица (лат. Ursa Major) — созвездие северного полушария неба. Семь звёзд Большой Медведицы составляют фигуру, напоминающую ковш с ручкой. Две самые яркие звезды — Алиот и Дубхе — имеют блеск 1,8 видимой звёздной величины. По двум крайним звёздам этой фигуры (α и β) можно найти Полярную звезду. Трёхбуквенное обозначение созвездия «UMa» было принято Международным астрономическим союзом (МАС) в 1922 году.
Большая Медведица граничит с восемью другими созвездиями: Дракон на севере и северо-востоке, Волопас на востоке, Гончие Псы на востоке и юго-востоке, Волосы Вероники на юго-востоке, Лев и Малый Лев на юге, Рысь на юго-западе и Жираф на северо-западе. Большая Медведица покрывает 1279,66 квадратных градусов или 3,10 % всего неба, что делает его третьим по величине созвездием. В 1930 году Эжен Дельпорт установил официальные границы созвездия МАС, определив его как 28-сторонний неправильный многоугольник.

## Наблюдение
Наилучшие условия видимости — в марте—апреле. Созвездие видно на всей территории России круглый год (за исключением осенних месяцев на юге России, когда Большая Медведица спускается низко к горизонту, а самая южная её часть даже заходит).
В верхней кульминации, которая происходит весной в полночь, созвездие на территории России находится в области зенита. Главная фигура созвездия — Большой Ковш кульминирует в области зенита в средней полосе России между широтами приблизительно +49° и +62°. Севернее широты примерно +62° Большой Ковш кульминирует на юге, а южнее широты +49° он всё время находится в северной стороне неба.

## Звёзды и астеризмы
Большая Медведица — третье по площади созвездие (после Гидры и Девы), семь ярких звёзд которого образуют известный Большой Ковш; этот астеризм известен с древности у многих народов под разными названиями: Коромысло, Плуг, Лось, Повозка, Семь Мудрецов и т. п. Все звёзды Ковша имеют собственные арабские имена:
- Дубхе (α Большой Медведицы) значит «медведь»;
- Мерак (β) — «поясница»;
- Фекда (γ) — «бедро»;
- Мегрец (δ) — «начало хвоста»;
- Алиот (ε) — смысл не ясен (но, вероятнее всего, это название обозначает «курдюк»);
- Мицар (ζ) — «кушак» или «набедренная повязка».
- Последнюю звезду в ручке Ковша называют Бенетнаш или Алькаид (η); по-арабски «аль-каид банат наш» значит «предводитель плакальщиц». Этот поэтический образ взят из арабского народного осмысления созвездия Большой Медведицы.

В системе обозначения звёзд греческими буквами порядок букв просто соответствует порядку звёзд.
Другой вариант трактовки астеризма отражён в альтернативном названии Катафалк и Плакальщицы. Здесь астеризм мыслится похоронной процессией: впереди плакальщицы, возглавляемые предводителем, за ними погребальные носилки. Это даёт объяснение названию звезды η Большой Медведицы «предводитель плакальщиц».
5 внутренних звёзд Ковша (кроме крайних α и η) действительно принадлежат единой группе в пространстве — движущемуся скоплению Большой Медведицы, которое довольно быстро перемещается по небу; Дубхе и Бенетнаш движутся в другую сторону, поэтому форма Ковша существенно меняется примерно за 100 000 лет.
Звёзды Мерак и Дубхе, образующие стенку Ковша, называют Указателями, поскольку проведённая через них прямая упирается в Полярную звезду (в созвездии Малой Медведицы). Шесть звёзд Ковша имеют блеск 2-й звёздной величины, и только Мегрец — 3-й.
Мицар был второй среди двойных звёзд, обнаруженных в телескоп итальянским астрономом Джованни Риччоли в 1650 году. Однако, согласно исследованиям чешского астронома Леоша Ондры (Leos Ondra), Мицар, вероятно, наблюдался как двойная ещё в 1617 году Галилеем. В этом году Бенедетто Кастелли в своём письме предложил Галилею, проявлявшему в то время большой интерес к наблюдению звёзд, взглянуть на Мицар; сохранилось недатированное описание Галилея наблюдения им Мицара как двойной звезды. Рядом с Мицаром зоркий глаз видит звезду 4-й величины Алькор (80 Большой Медведицы), что по-арабски значит «забытая» или «незначительная». Считается, что способность различить звезду Алькор с древнейших времён была признанной проверкой зоркости.
Пара звёзд Мицар и Алькор часто интерпретируется как астеризм «Конь и всадник».
Своеобразный астеризм Три прыжка газели арабского происхождения состоит из трёх пар близко расположенных звёзд, причём пары находятся на одной прямой и разделены равными расстояниями. Ассоциируются со следами копыт газели, двигающейся прыжками. Включает звёзды:
- Алула Северная и Алула Южная (ν и ξ, первый прыжок),
- Танийа Северная и Танийа Южная (λ и μ, второй прыжок),
- Талита Северная и Талита Южная (ι и κ, третий прыжок).

Алиот, Мицар и Бенетнаш образуют протяжённую дугу, которая указывает на Арктур — самую яркую звезду, которая находится к северу от небесного экватора, а также является самой яркой звездой, видимой весной в средних широтах России. При продлении этой дуги далее на юг она указывает на Спику, самую яркую звезду созвездия Девы. Алькаид является третьей по яркости звездой Большой Медведицы.
Лаланд 21185, красный карлик, расположенный в районе Алулы Северной и недоступный наблюдениям невооружённым глазом, является одной из ближайших к Земле звёздных систем, ближе неё — только Альфа Центавра, звезда Барнарда и Вольф 359. Также доступна наблюдениям в бинокль звезда Грумбридж 1830, которая по собственному движению уступает лишь звезде Барнарда и звезде Каптейна, за сто лет она смещается примерно на треть лунного диска.
Большая Медведица занимает третье место среди созвездий по площади, однако там найдено необычно мало переменных звёзд — на 2011 год она не входит в первые десять созвездий по этому показателю.

## Другие объекты
В области Большой Медведицы много галактик и их скоплений. Спиральная галактика М 101 видна плашмя, а спиральная М 81 и веретенообразная М 82, разделённые углом всего в 38′, образуют ядро, возможно, ближайшей к нам группы галактик, расстояние до которой — около 7 млн световых лет. А вот почти лишённая деталей «Сова» (М 97), одна из крупнейших планетарных туманностей, находится в сотни раз ближе — в пределах нашей Галактики. В 2002 году астрономами Техасского университета в Арлингтоне были открыты две экзопланеты, обращающиеся вокруг звезды 47 Большой Медведицы. К этой звезде в 2001 и 2003 годах были отправлены радиопослания жителей Земли внеземным цивилизациям.
В декабре 1995 года в области созвездия Большая Медведица размером в 1/12 лунного диска около звезды Мегрец космическим телескопом «Хаббл» было получено изображение Hubble Deep Field, запечатлевшее около 3000 галактик. Это изображение было самым глубоким обзором галактик на тот момент, позволившее обнаружить галактики с самыми высокими красными смещениями из известных на то время ({\displaystyle z=6}). Свет от самых далёких из этих галактик шёл до нас около 12 миллиардов лет.
В октябре 2013 года в созвездии Большой Медведицы обнаружена Галактика z8 GND 5296 с красным смещением {\displaystyle z=7,51}, которая на момент обнаружения являлась наиболее удалённой галактикой, свет от неё шёл 13,02 млрд лет. 1 марта 2016 года в созвездии Большой Медведицы обнаружена галактика GN-z11 с красным смещением {\displaystyle z=11,1}, на момент открытия она была самым удалённым от Земли объектом Вселенной, свет от неё шёл 13,4 миллиарда лет.
В ноябре 2023 года в созвездии Большой Медведицы было обнаружено звёздное скопление Ursa Major III/UNIONS 1 (UMa3/U1) — это самый тусклый из известных на момент открытия спутников Млечного Пути, скопление имеет возраст около 10 миллиарда лет и возможно является галактикой-спутником Млечного Пути, преимущественно состоящим из тёмной материи.

## История, мифы
Вероятно, первоначально ассоциировалось только с ярким астеризмом Большой Ковш. 
По одной из гипотез, около ста тысяч лет назад звёзды созвездия образовывали в небе фигуру, действительно напоминающую очертания медведя. Если эта гипотеза верна, то «медвежье» название созвездия является древнейшим именем собственным, существовавшим еще до появления людей современного вида.
У древних греков использовались наименования Гелика («раковина»), Арктос («медведь», «медведица»), Колесница. Исследователи считают название Арктос древнейшим и восходящим к ещё охотничьим временам. По свидетельству греческих авторов (например, Арата Солийского, «Явления и предсказания», III век до н. э.), созвездие использовалось древними греками для навигации.
Греческий миф повествует, что Зевс превратил прекрасную нимфу Каллисто в Медведицу, чтобы спасти её от мести Геры. Другой миф, рассказанный Филемоном из Сиракуз, напоминает о двух критских нимфах, которых младенец-Зевс также превратил в медведиц, пряча от Кроноса, а затем перенёс на небо в виде Большой и Малой Медведиц.
Включено в каталог звёздного неба Клавдия Птолемея «Альмагест».
По-санскритски созвездие называется «Сапта Риши», что означает «Семь Риши (Мудрецов)».
У кочевников казахов созвездие называется «Жетіқарақшы» и переводится как «Семь разбойников». По легенде, Тенгри привязал к Железному колышку — Темірқазық (Полярной звезде), своих коней Акбоз и Кокбоз (видимые рядом с ней звёзды), а семь разбойников хотят украсть этих лошадей и кружатся вокруг них. Кочевники издревле использовали Полярную звезду (Темірқазық) для ориентирования и уделяли немало внимания наблюдению за звёздным небом.
В китайской астрономии семь звёзд ковша носят название Северный Ковш (кит. упр. 北斗, пиньинь Běidǒu, палл. Бэйдоу). В древние времена ковш использовался китайцами для отсчёта времени. Свидетельство тому находим в 30 главе классического романа «Путешествие на Запад»:

Взглянув на Большую Медведицу, он определил, что сейчас должна быть уже третья стража.
Оригинальный текст (кит.)他见那星移斗转，约莫有三更时分。

В современном китайском языке есть чэнъюй «ковш повернулся, звёзды сместились» (кит. упр. 斗转星移, пиньинь dǒu zhuǎn xīng yí, палл. доу чжуань син и), означающий процесс изменения с ходом времени.
У башкир созвездие называется «Етегән», в честь семи девушек башкирской легенды «Ете ҡыҙ» или в переводе на русский «Семь девушек».
У эвенков созвездие отождествляется с образом космического лося Хэглэна, в русской народной традиции созвездие также иногда называется «Лосем». Советский археолог и историк, академик РАН Б. А. Рыбаков в известной своей работе писал: «Важнейшее созвездие нашего северного полушария — Большая Медведица — на русском Севере называлось „Лосем“, „Сохатым“… У поляков Полярная звезда называется „Лосиной звездой“ (Gwiazda Łosiowa). У эвенков созвездие Большой Медведицы (Ursus Major) называется „Лосихой Хэглен“».
В ингушской мифологии носит название «Дардза къонгаш» («Сыновья вьюги»). Согласно легенде, верховный бог Тха, создатель первых людей, нартов, имел семерых сыновей от матери вьюги и дождя Химехка-нан (иначе «Дардза-нананальг»). Их царство находилось над горой Бешлоам (инг. «Тающая гора». Казбек). Нарт Куркъа, решив добыть для голодающих нартов огонь, поднялся к трону Тха, пройдя через царство его семерых сыновей, и украл огонь. В наказание Тха навечно приковал Куркъа к вершине Бешлоама, а своих сыновей превратил в семь звезд. А безутешная Дардза-нанальг с тех пор выплескивает свои страдания по сыновьям бурями и непогодой.
Лосем это созвездие называлось и в некоторых древних русских письменных источниках, начиная с «Хождения за три моря» Афанасия Никитина (1472 год).
Также в Древней Руси это созвездие называлось «Конь на Приколе».

## В геральдике
Созвездие Большой Медведицы изображено на флаге Аляски. На флаге Беломорской Карелии, который был утверждён 21 июня 1918 года, изображён Большой Ковш. Также флаг с изображением Большого Ковша используется ирландскими леворадикальными организациями.

Флаг Аляски
Флаг Беломорской Карелии, созданный Йонасом Хейска
Флаг ИГА, ИРСП и ИНОА

## Галерея

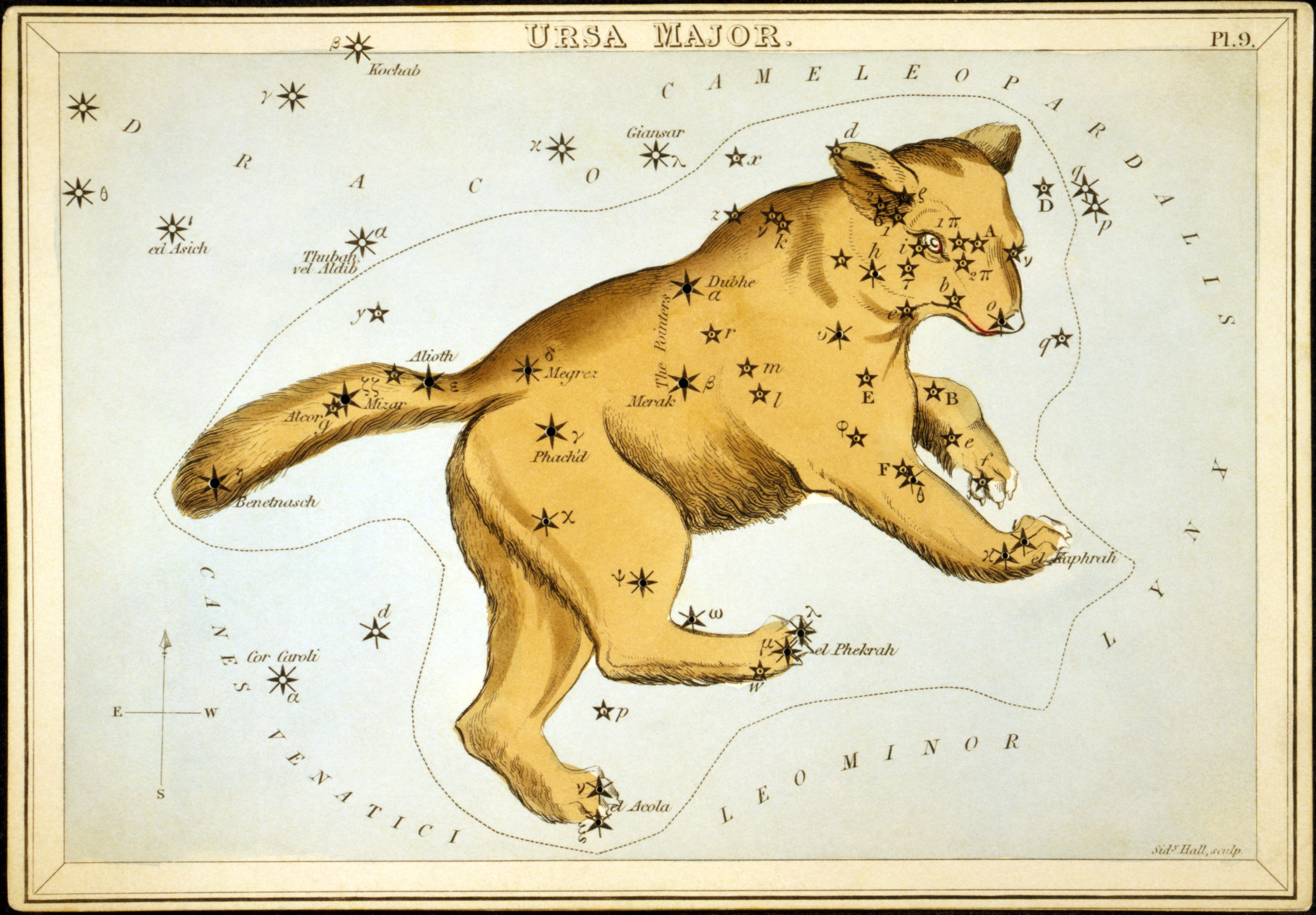
Рисунок Большой Медведицы в «Зеркале Урании»
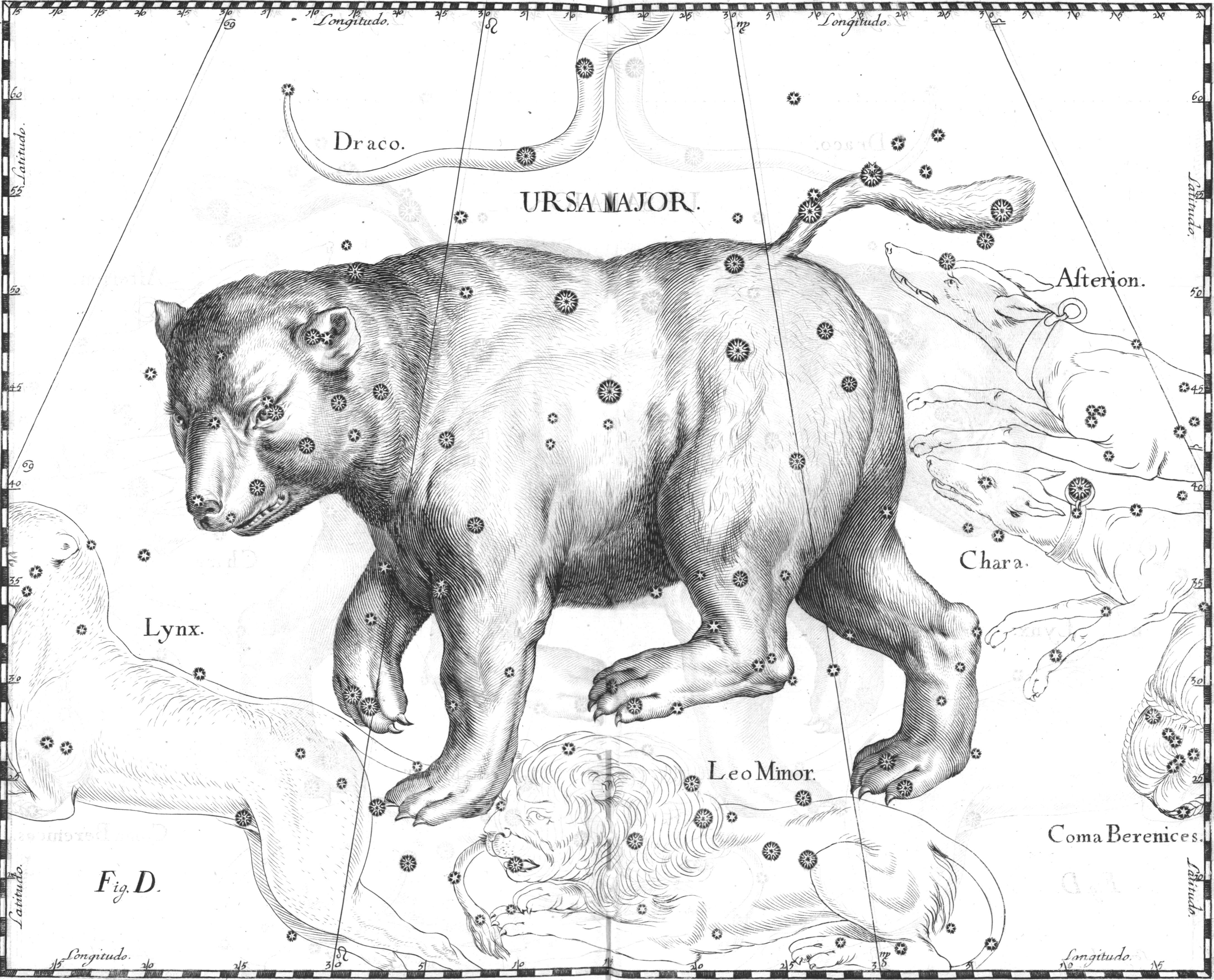
Созвездие Большой Медведицы в атласе Яна Гевелия
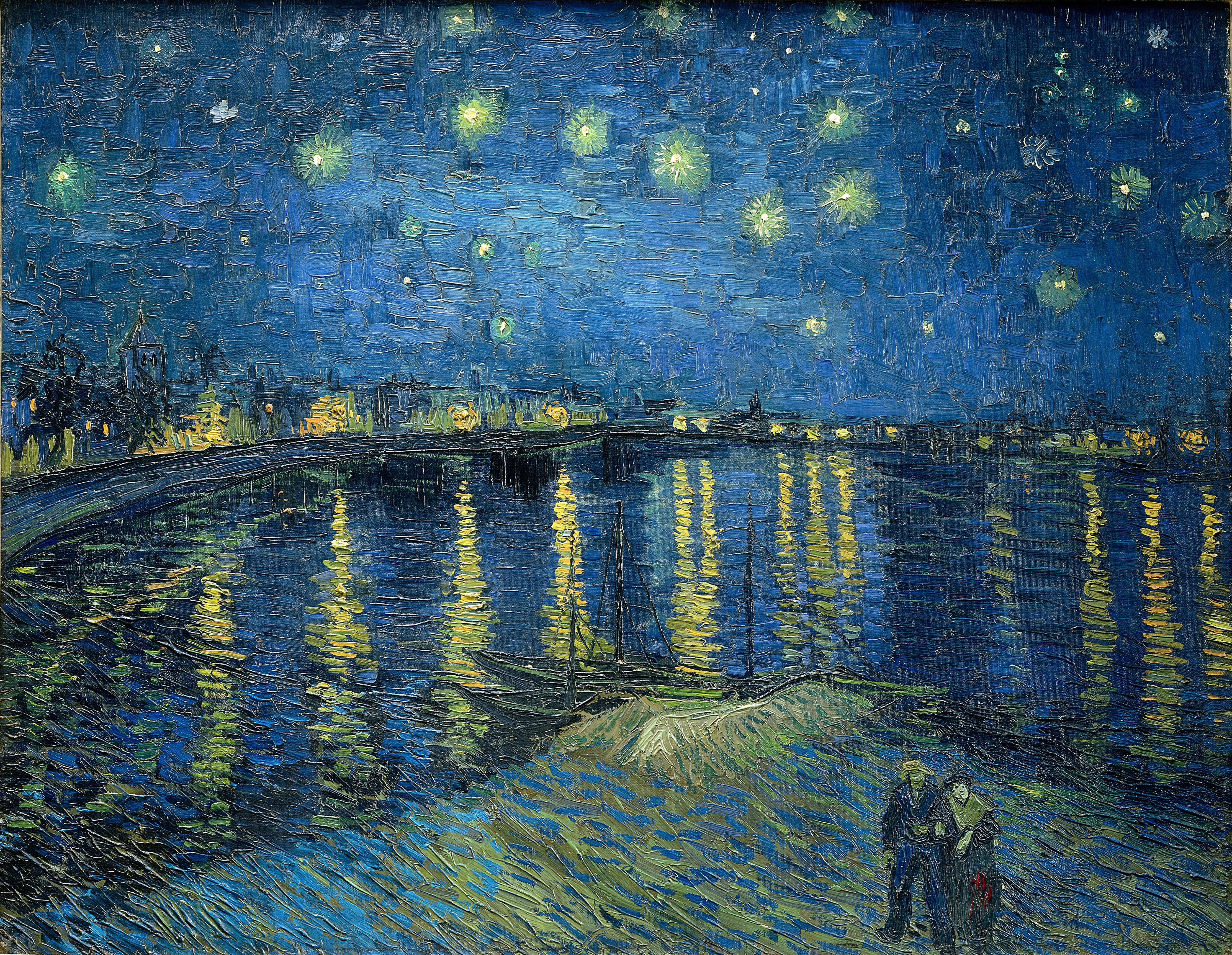
Звёздная ночь над Роной, картина Винсента ван Гога